# Ivan Novak - Očka
Ivan Novak - Očka, slovenski komunist in partizan,  * 15. april 1898, Tacen pod Šmarno goro, † 1969, Ljubljana.
V bojih za severno mejo po prvi svetovni vojni je služil v enoti, ki ji je poveljeval Stane Žagar, ki je svoje vojake seznanjal z idejami oktobrske revolucije.
Po poklicu je bil čevljar. Za komunističnega revolucionarja se je izšolal v NKVD v Sovjetski zvezi. V njegovi rojstni hiši v Tacnu je bila leta 1939 partijska konferenca; takrat se je srečal s Josipom Brozom - Titom.  
V začetku junija 1941 ga je CK KPS  CK KPS skupaj s Francetom Popitom poslal kot inštruktorja na Notranjsko z nalogo, da tam ustanovi okrožni komite KPS za Notranjsko. Novaka je precej mlajši Popit zaradi konspiracije pred ljudmi klical za očka. Bil je aretiran, vendar ga je ljubljanska VOS rešila iz zapora. V prvi polovici decembra 1941 ga je CK KPS poslal v Belo krajino formalno kot inštruktorja oziroma delegata, dejansko pa je večji del komiteja severno od železniške proge deloval pod njegovim neposrednim vodstvom. Večino belokranjske partijske organizacije je ocenil za oportunistično. Po njegovem »čiščenju« je do konca januarja 1942 ostalo v partiji le še 1/4 ali 1/3 prejšnjega članstva.
Vpleten naj bi bil v partizanski pomor Romov iz Kanižarice. Njegov pokus atentata na Engelberta Gangla pa naj bi preprečil Boris Kidrič.
Bil je odposlanec Kočevskega zbora. Udeležil se je drugega zasedanja AVNOJ-a v Jajcu. Pozimi 1944/45 ga je CK KPS poslal na Gorenjsko z nalogo, da pospeši zadnjo mobilizacijo. 
Lado Ambrožič - Novljan ga je prišteval med "komunistične skrajneže", navdahnjene "s superskrajnimi revolucionarnimi idejami".
Po njem se je do leta 1992 imenovala Osnovna šola Vižmarje-Brod.
Od leta 1980 do leta 1998 je po njem nosilo ime Kulturno umetniško društvo Tacen.